# Castillo de Almenara

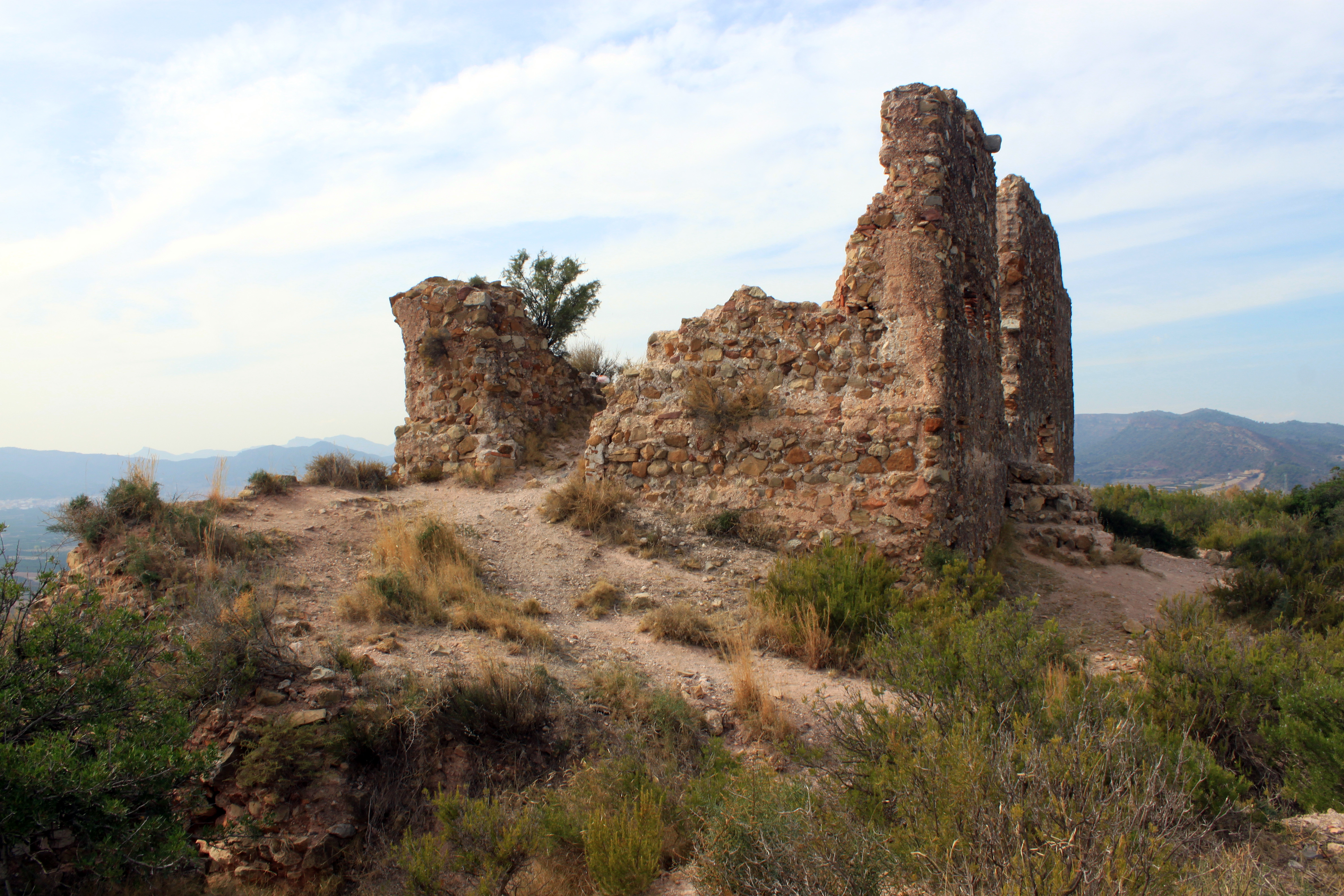
Recinto principal

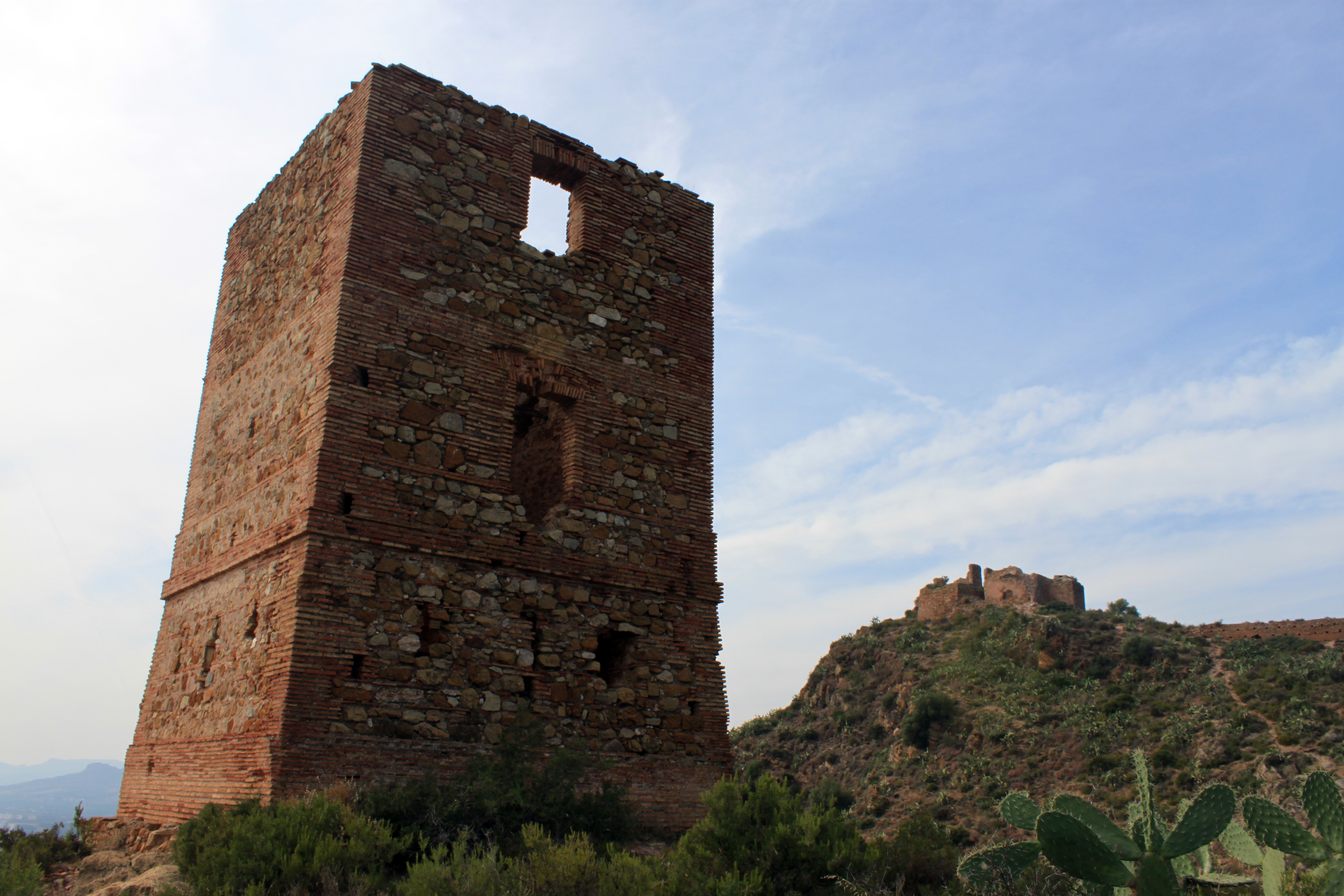
Torre de Bergamuza

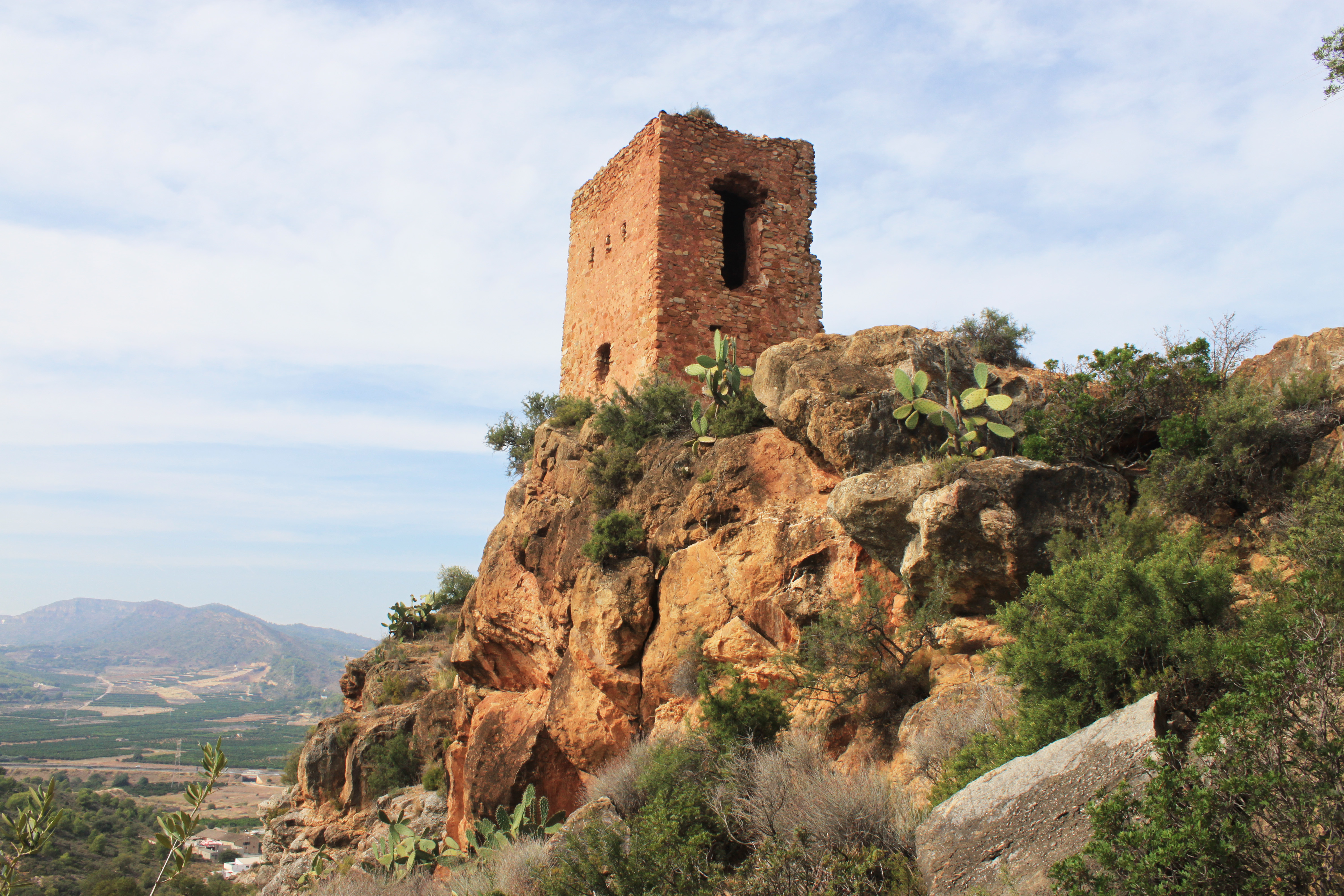
Torre de Bivalcadim

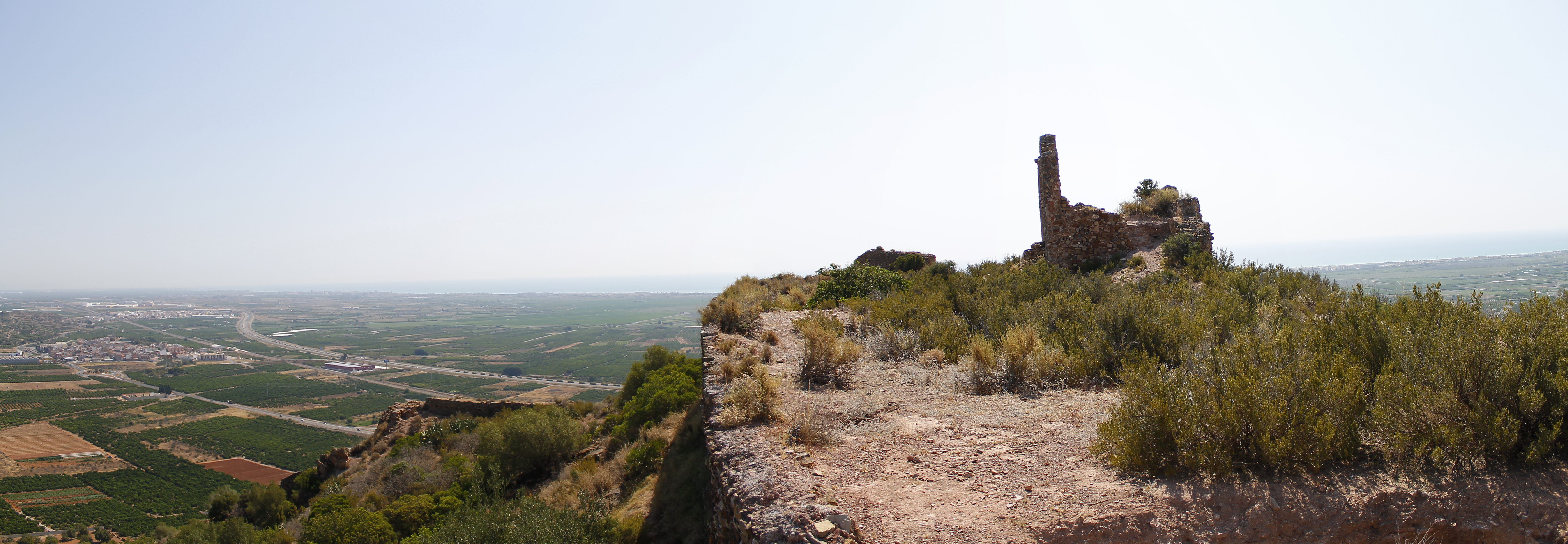
Panorámica desde el castillo

El castillo de Almenara, en la provincia de Castellón es una fortaleza musulmana del siglo X, construida sobre restos romanos, que se localiza en una colina que domina el núcleo urbano de la ciudad a la que da nombre.
El topónimo de Al-manara, faro o atalaya indica la posible función de este lugar estratégico en la frontera entre los estados taifas de Valencia y Tortosa. Desde el castillo se controlaba el paso de la costa entre Castellón y Valencia así como la ruta interior que comunicaba con Aragón.
Aunque se han localizado restos de construcciones romanas e íberas en la ladera norte que indican un origen muy temprano de la fortificación las fuentes escritas más antiguas datan este castillo en el siglo XI, en la última etapa de la taifa de Tortosa a la que pertenecería. En 1238 fue incorporada al Reino de Aragón al ser conquistada por el rey Jaime I en cuya crónica, el Llibre dels feits, aparece la descripción más completa de la fortificación.

## Descripción
La fortaleza, que aparece citada en el Cantar de Mío Cid, se desarrolla longitudinalmente sobre una colina escarpada de dirección este oeste. Como otros castillos montanos posee una planta irregular dispersa, con tres recintos. En la parte alta de la colina y edificado sobre una plataforma de 4000 m² se encuentra el castillo, muy deteriorado en la actualidad. En la parte anterior al castillo se situaba el albacar donde según las fuentes medievales se encontraba el aljibe, aún hoy visible y la mezquita.
En los extremos este y oeste de la colina se sitúan dos torres aisladas llamadas Bivalcadim y Bergamuza aunque conocidas localmente como L'Agüelet y L'Agüeleta. La segunda de estas torres, situada cerca de las vías del tren fue reedificada entre 1862 y 1865 con las piedras del derruido Convento de Dominicos de la localidad para que cumpliera las funciones de torre de comunicaciones.
Si bien se encuentra en ruina, se conserva parte del recinto exterior con defensas dispuestas escalonadamente y fuertes muros de contención de la plataforma principal. Las torres se encuentran en relativo buen estado de conservación.